# 神戸ゆかりの美術館

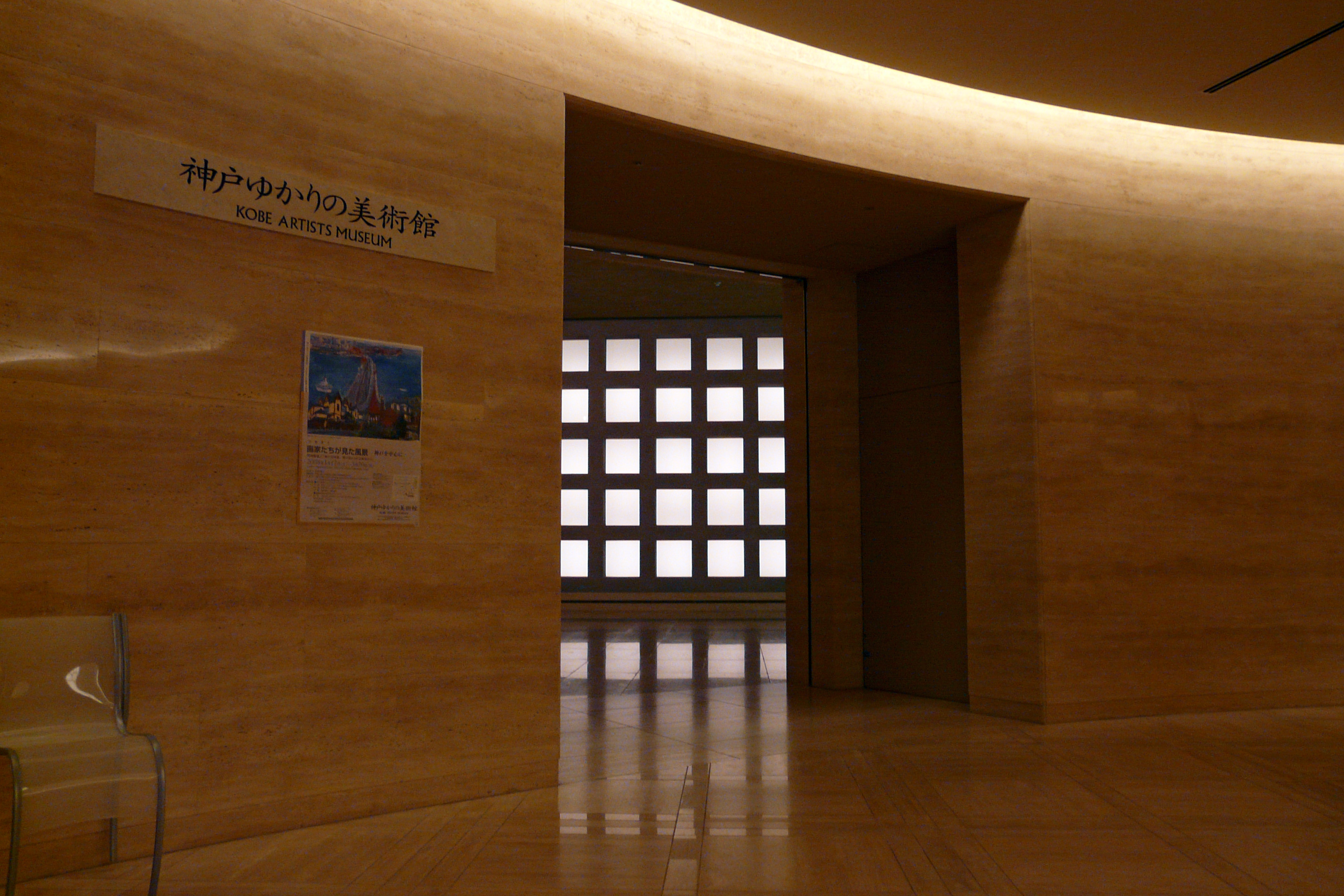
展示室入口

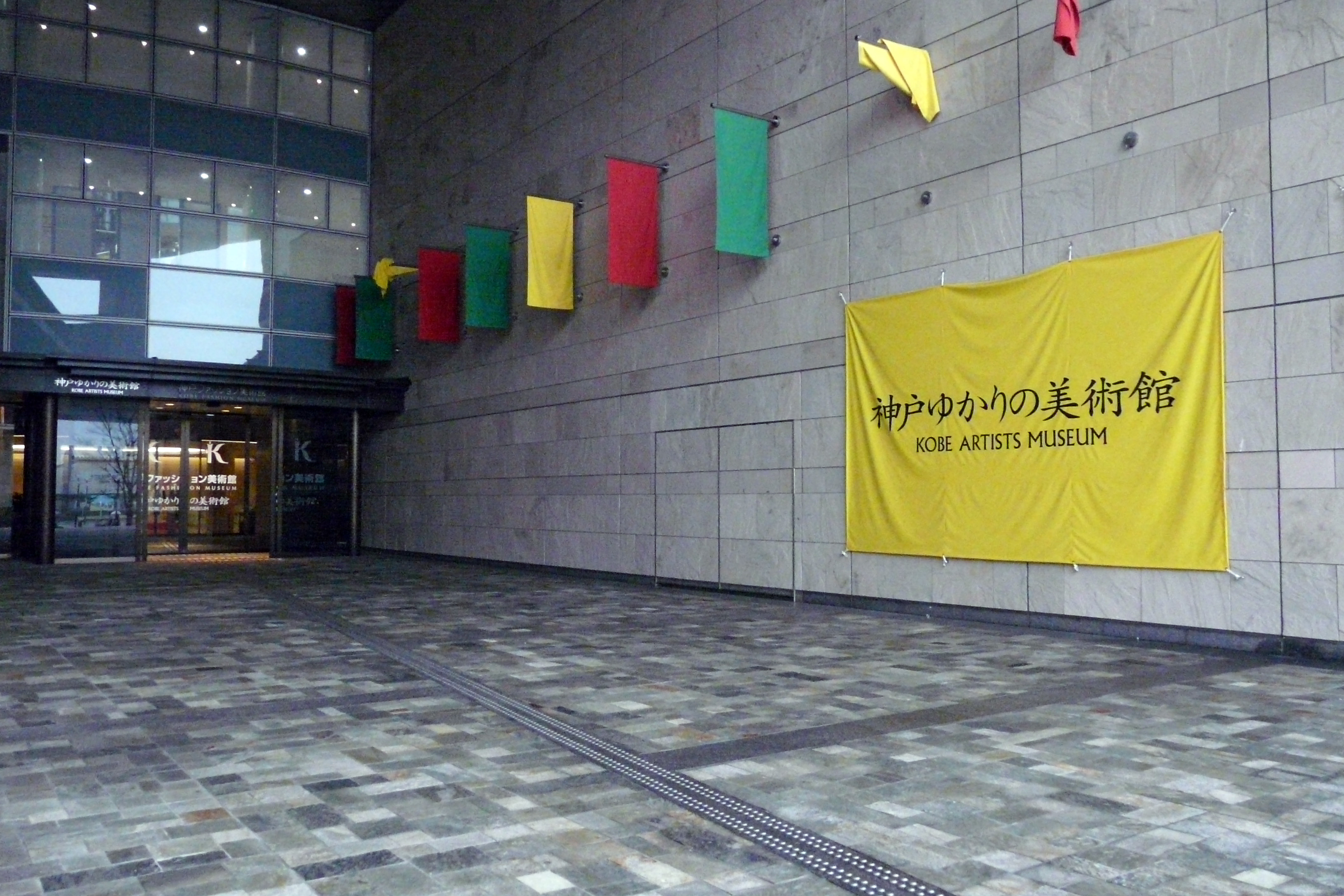
館入口

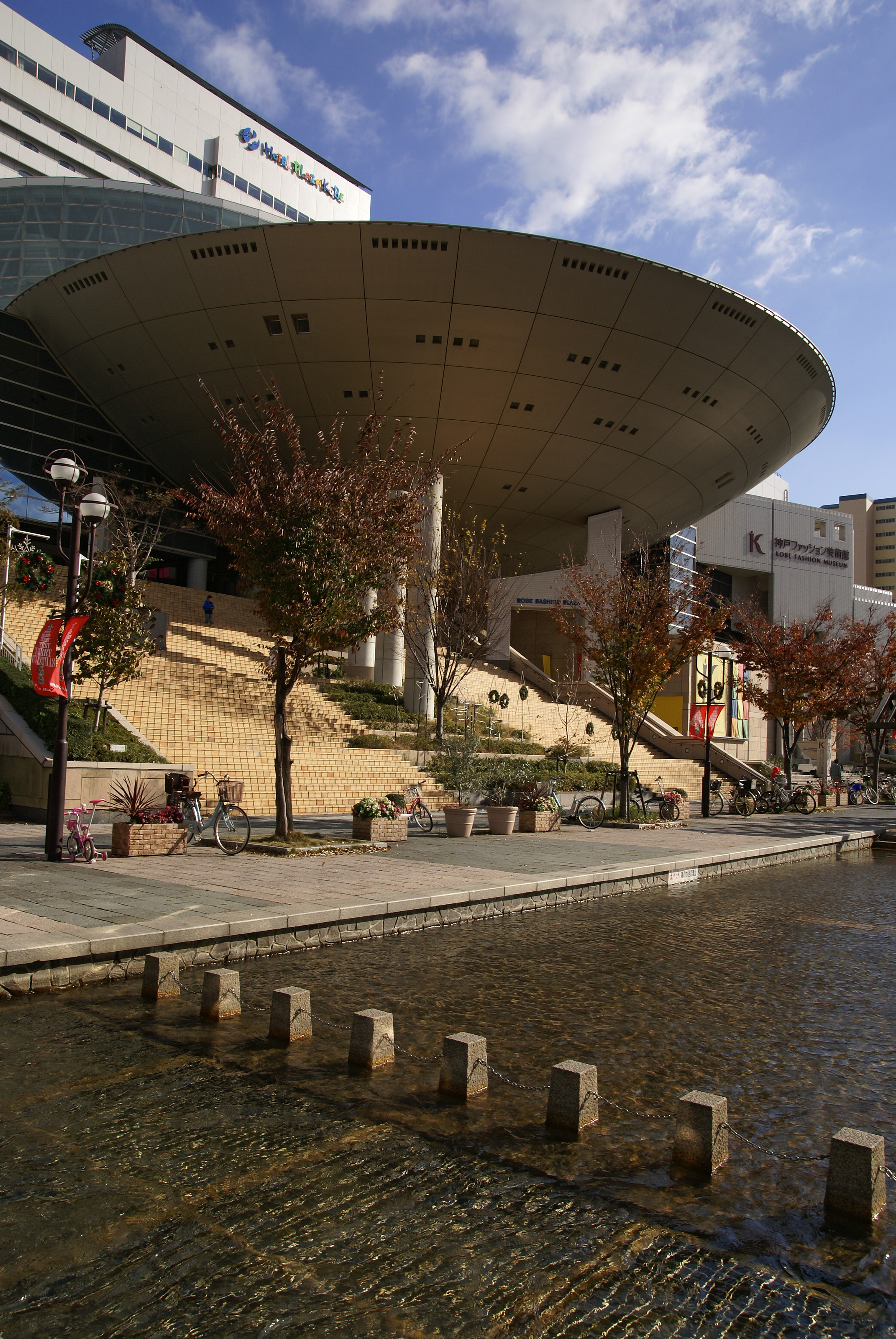
神戸ファッション美術館の建物の1Fにある

神戸ゆかりの美術館（こうべゆかりのびじゅつかん）は、兵庫県神戸市東灘区にある美術館。

## 概要
海と山の自然に恵まれた東洋と西洋の文化が混交する港町神戸で育まれた芸術文化を広く紹介することを目的として、神戸市国際文化観光局により2007年3月23日六甲アイランドの神戸ファッション美術館1階に開設された美術館。

神戸に所縁ある近代から現代の芸術家を主とする神戸市所蔵の作品を展示する。

## 展示対象の作家
- 金山平三 - 主に神戸市立博物館蔵品
- 小磯良平 - 主に神戸市立小磯記念美術館蔵品
- 田村孝之助 - 主に神戸市立博物館蔵品
- 小松益喜 - 主に神戸市立博物館蔵品
- 石阪春生
- 川西英 - 主に神戸市立博物館蔵品（移管予定）
- 中西勝
- 新谷琇紀

## 利用情報
- 展示室 -  3室、延床面積約1,300m2、天井高4.8m
- 開館時間 - 午前10時～午後6時（入館は午後5時30分まで）
- 休館日 - 月曜日（祭祝日の場合は翌日）、年末年始（12月29日～1月3日）
- 所在地 - 〒658-0032 兵庫県神戸市東灘区向洋町中2丁目9-1　神戸ファッション美術館1F
- 交通アクセス - 六甲ライナー アイランドセンター駅 徒歩1分

## 周辺情報
- リバーモール